# Изложба „Нови чланови” (1982)
Изложба „Нови чланови” се одржала у периоду од 26. маја до 16. јуна 1982. године у Галерији Удружења ликовних уметника Србије, Масарикова 4.

## Уметнички савет
Радове за изложбу је одабрао Уметнички савет Удружења ликовних уметника Србије у следећем саставу:
- Бранко Омчикус, председник Савета
- Чедомир Васић
- Милан Жунић
- Оља Ивањицки
- Олга Јанчић
- Грујица Лазаревић
- Лидија Мишић
- Борислава Продановић Недељковић
- Александар Цветковић

## Излагачи

### Сликари
1. Миланка Благојевић
2. Славица Вучковић
3. Зоран Гребенаревић
4. Перица Донков
5. Владимир Дуњић
6. Станко Зечевић
7. Душан Јевтовић
8. Срђан Јовановић
9. Душан Јаначков
10. Светлана Кнежевић
11. Слободан Крстић
12. Гордан Крчмар
13. Смиљка Кудић
14. Зорка Лаиновић Церовић
15. Иван Луковић
16. Драган Мартиновић
17. Љубица Добровић Миленковић
18. Мирослав Николић
19. Саво Пековић
20. Зоран Пурић
21. Јелица Радовановић
22. Миодраг Ристић
23. Родољуб Спасојевић
24. Мирољуб Сретеновић
25. Војислав Танасијевић
26. Љубиша Урошевић
27. Младен Халић
28. Светлана Хераковић

### Вајари
1. Мрђан Бајић
2. Миладин Ивковић
3. Новица Јоцић
4. Виолета Лабат
5. Дара Фанка

### Графичари
1. Стево Владић
2. Ранка Лучић Јанковић
3. Вељко Михајловић
4. Ана Ристић
5. Звонко Тилић